# チリの国旗
チリの国旗（チリのこっき）は下半分に赤い帯、上半分に白い帯と青い正方形に囲まれた白い星で構成されており、青い正方形は白帯と同じ高さである。
白い五角形の星は、進歩と名誉を意味する。青は空を意味し、白はアンデス山脈の雪を、赤は独立のために流された血を意味する。現在のデザインとなったのは1817年であり、現存する国旗の中では正式制定が最も古い国旗とされる。

国旗のデザイン

?大統領旗
?海軍用国籍旗

## 歴史的な旗

?1785年までの旗
?1785年の旗
?1785年 - 1812年
?チリ第一国旗（1812年-1814年）
?チリ第一国旗（別の仕様、1812年-1814年）
?チリ第二国旗（1817年-1818年）
?チリ第二国旗（別の仕様、1817年-1818年）